# Annella
Annella — рід грибів. Назва вперше опублікована 1976 року.

## Класифікація
До роду Annella відносять 2 види:
- Annella capitata
- Annella pulchra